# Meretseger (koningin)
Meretseger (Oudegyptisch voor "Zij die van stilte houdt") uit de 12e dynastie van Egypte was de eerste faraovrouw die, aan de zijde van Senusret III (1878-1839 v.C.), de titel Grote koninklijke vrouwe droeg en wier naam in een cartouche werd geschreven. De titel van grote koninklijke vrouwe werd na haar ook algemeen als standaard nominatie voor de vrouwelijke vertegenwoordigster van de koninklijke macht gebruikelijk. Aangezien er geen eigentijdse bronnen naar Meretseger verwijzen, is zij mogelijk een creatie van het Nieuwe Rijk.
Haar naam is ook die van een godin Meretseger.
Meretseger is naast Khenemetneferhedjet II en Neferthenut bekend als een van de drie echtgenotes van Senusret III (een vierde mogelijke echtgenote van hem is Sithathoryunet). Meretseger wordt afgebeeld op een stele uit het Nieuwe Rijk (thans in het British Museum), en op een inscriptie in Semna, daterend uit de bewindsperiode van Thoetmosis III.
De vorige Egyptische koningin was mogelijk Sit-Hathor-Iunet. Opvolgster van Meretseger als koningin was waarschijnlijk Khenemetneferhedjet II, of Aat.

## Titels
Van Meretseger zijn de koninginnentitels bekend:
- ‘‘Koninklijke vrouwe‘‘ (hmt-nisw)
- ‘‘Grote koninklijke vrouwe’‘ (hmt-niswt-wrt)